# 香美町
香美町（日语：／ Kami chō */?）是位於日本兵庫縣西北部的行政區劃，主要市區位於轄內北側臨日本海的香住地區。

## 人口
| 香美町人口分布圖 |                                               |  |
| 香美町與日本全國年齡別人口分布比較圖 （2005年資料） | 香美町的年齡、男女別人口分布圖 （2005年資料） |  |
| ■紫色是香美町 ■綠色是全国 | ■藍色是男性 ■紅色是女性                       |  |
| 香美町人口變化 \| 1970年 \| 28,321人 \| \| \| 1975年 \| 27,571人 \| \| \| 1980年 \| 26,694人 \| \| \| 1985年 \| 25,964人 \| \| \| 1990年 \| 25,136人 \| \| \| 1995年 \| 24,298人 \| \| \| 2000年 \| 23,271人 \| \| \| 2005年 \| 21,439人 \| \| \| 2010年 \| 19,696人 \| \| \| 2015年 \| 18,070人 \| \| \| 2020年 \| 16,064人 \| \| |                                               |  |
| 資料來源：日本總務省統計中心提供之人口普查數據 |                                               |  |
| 1970年 | 28,321人                                      |  |
| 1975年 | 27,571人                                      |  |
| 1980年 | 26,694人                                      |  |
| 1985年 | 25,964人                                      |  |
| 1990年 | 25,136人                                      |  |
| 1995年 | 24,298人                                      |  |
| 2000年 | 23,271人                                      |  |
| 2005年 | 21,439人                                      |  |
| 2010年 | 19,696人                                      |  |
| 2015年 | 18,070人                                      |  |
| 2020年 | 16,064人                                      |  |

## 歷史
轄內過去分屬美含郡、七美郡和二方郡，在1889年實施町村制時分屬奧佐津村、口佐津村、香住村、長井村、余部村、兔塚村、一二分村、小代村、射添村九個行政區；1950年代的昭和大合併後被整併為香住町、美方町和村岡町三個行政區劃。2005年這三個行政區劃再次整併成為現在的香美町。

### 變遷表
| 1889年4月1日 | 1889年-1926年        | 1926年-1944年        | 1944年-1954年        | 1954年-1989年        | 1989年-現在         | 現在                |
| ------------ | -------------------- | -------------------- | -------------------- | -------------------- | ------------------- | ------------------- |
| 一二分村     | 1891年6月10日 村岡町 | 1891年6月10日 村岡町 | 1891年6月10日 村岡町 | 1955年4月1日 村岡町  | 2005年4月1日 香美町 | 2005年4月1日 香美町 |
| 兔塚村       |                      |                      |                      | 1955年4月1日 村岡町  | 2005年4月1日 香美町 | 2005年4月1日 香美町 |
| 小代村       | 小代村               | 小代村               | 小代村               | 1955年4月1日 美方町  | 2005年4月1日 香美町 | 2005年4月1日 香美町 |
| 射添村       |                      |                      |                      | 1955年4月1日 美方町  | 2005年4月1日 香美町 | 2005年4月1日 香美町 |
| 香住村       | 香住村               | 香住村               | 香住村               | 1955年3月25日 香住町 | 2005年4月1日 香美町 | 2005年4月1日 香美町 |
| 奥佐津村     |                      |                      |                      | 1955年3月25日 香住町 | 2005年4月1日 香美町 | 2005年4月1日 香美町 |
| 口佐津村     |                      |                      |                      | 1955年3月25日 香住町 | 2005年4月1日 香美町 | 2005年4月1日 香美町 |
| 長井村       |                      |                      |                      | 1955年3月25日 香住町 | 2005年4月1日 香美町 | 2005年4月1日 香美町 |
| 余部村       |                      |                      |                      | 1955年3月25日 香住町 | 2005年4月1日 香美町 | 2005年4月1日 香美町 |

## 交通

### 鐵路
- 西日本旅客鐵道（JR西日本）
  - 山陰本線：（←豐岡市） - 佐津車站 - 柴山車站 - 香住車站 - 鎧車站 - 餘部車站 - （新溫泉町→）

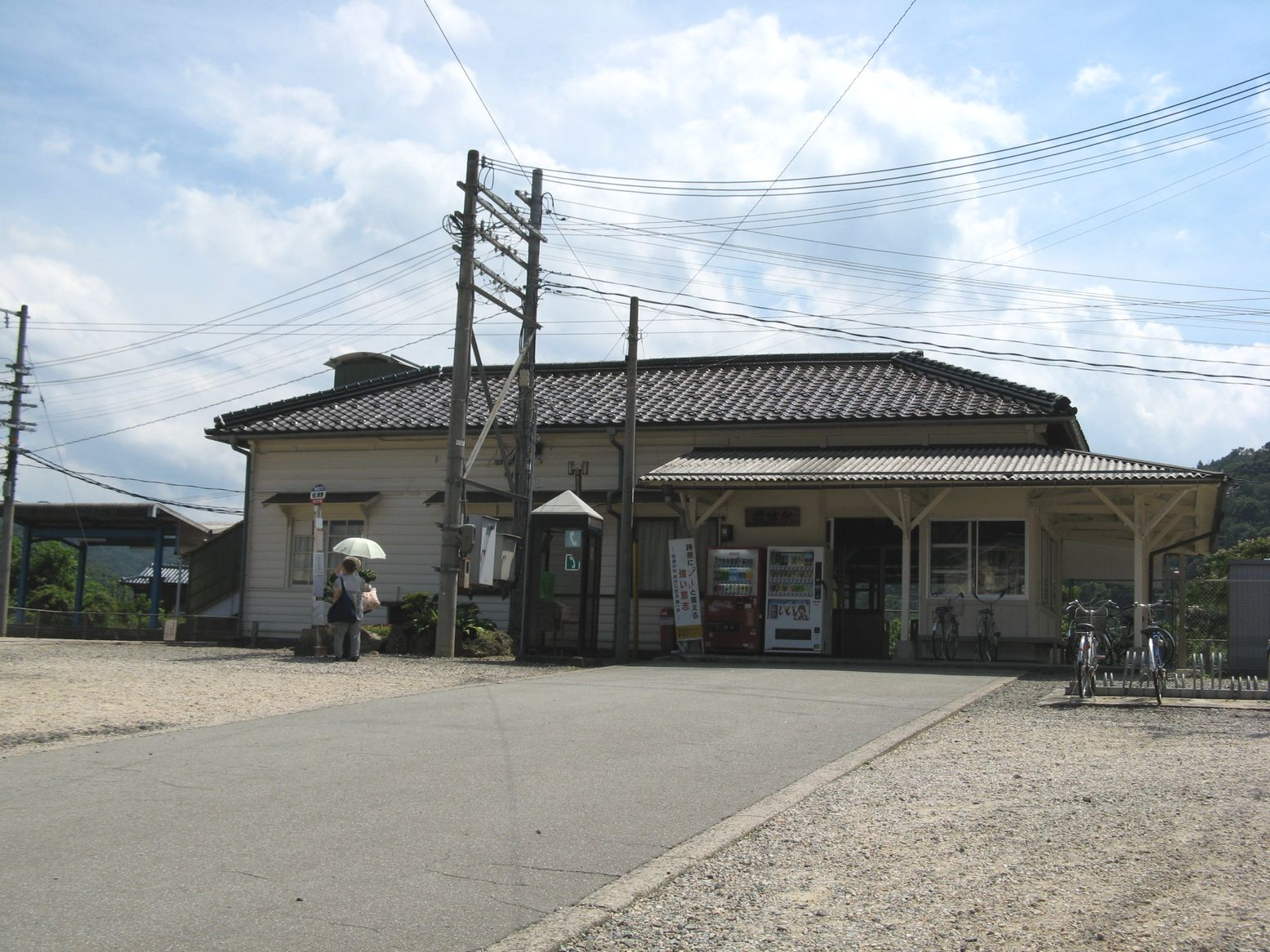
佐津車站
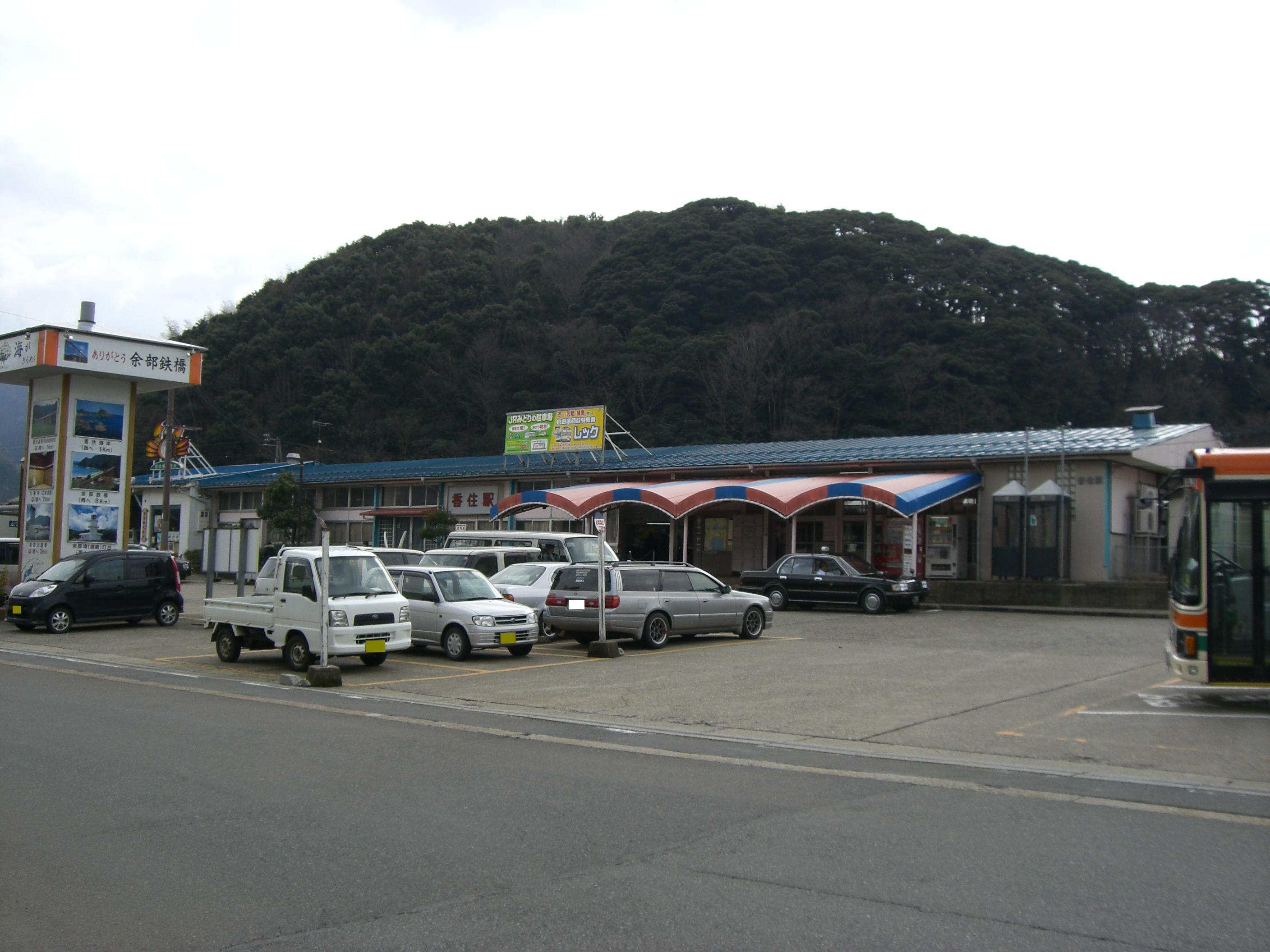
香住車
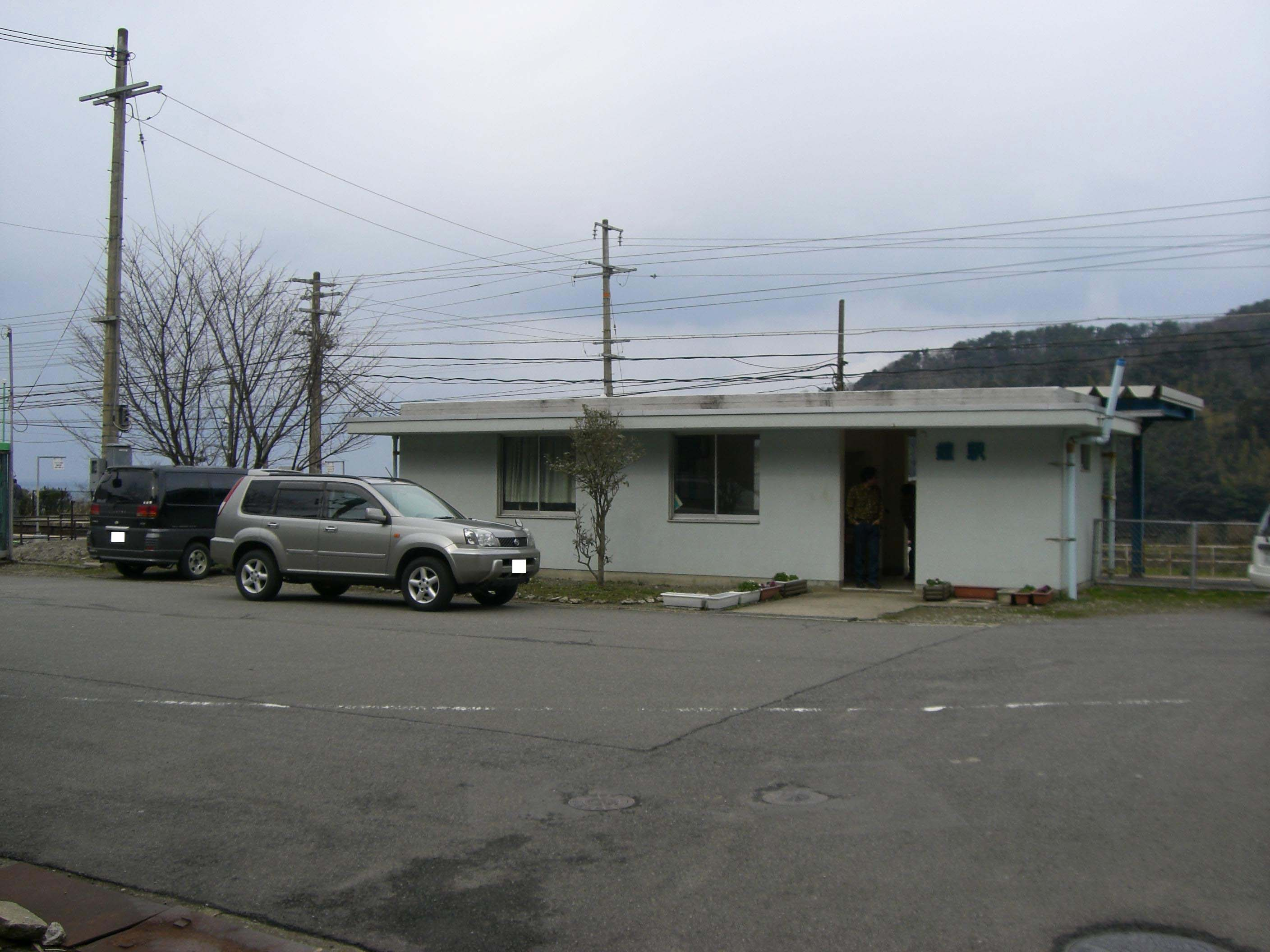
鎧車站
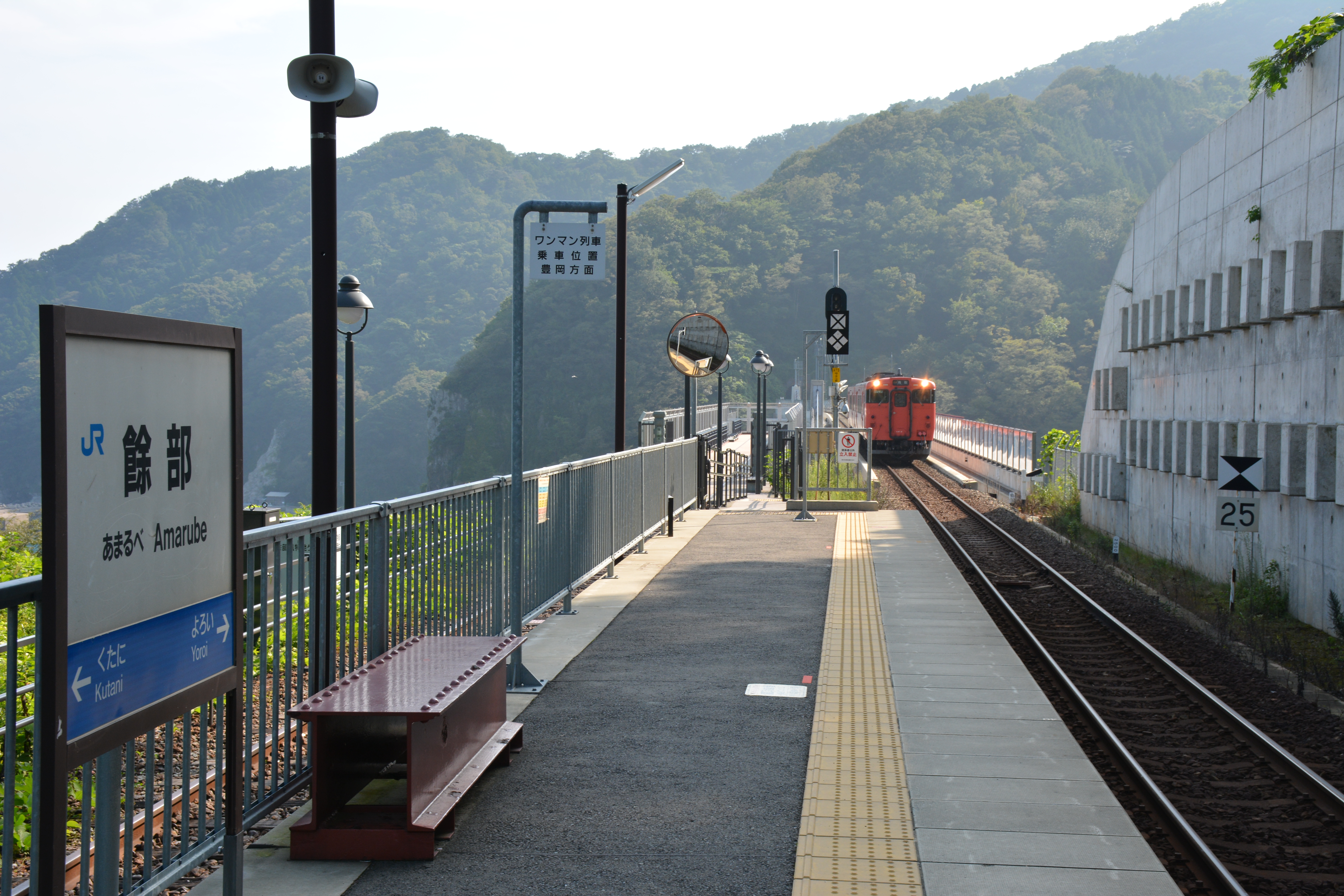
餘部車站

### 公路
一般國道
- 國道9號、國道178號（日语：国道178号）、國道482號（日语：国道482号）

## 觀光資源

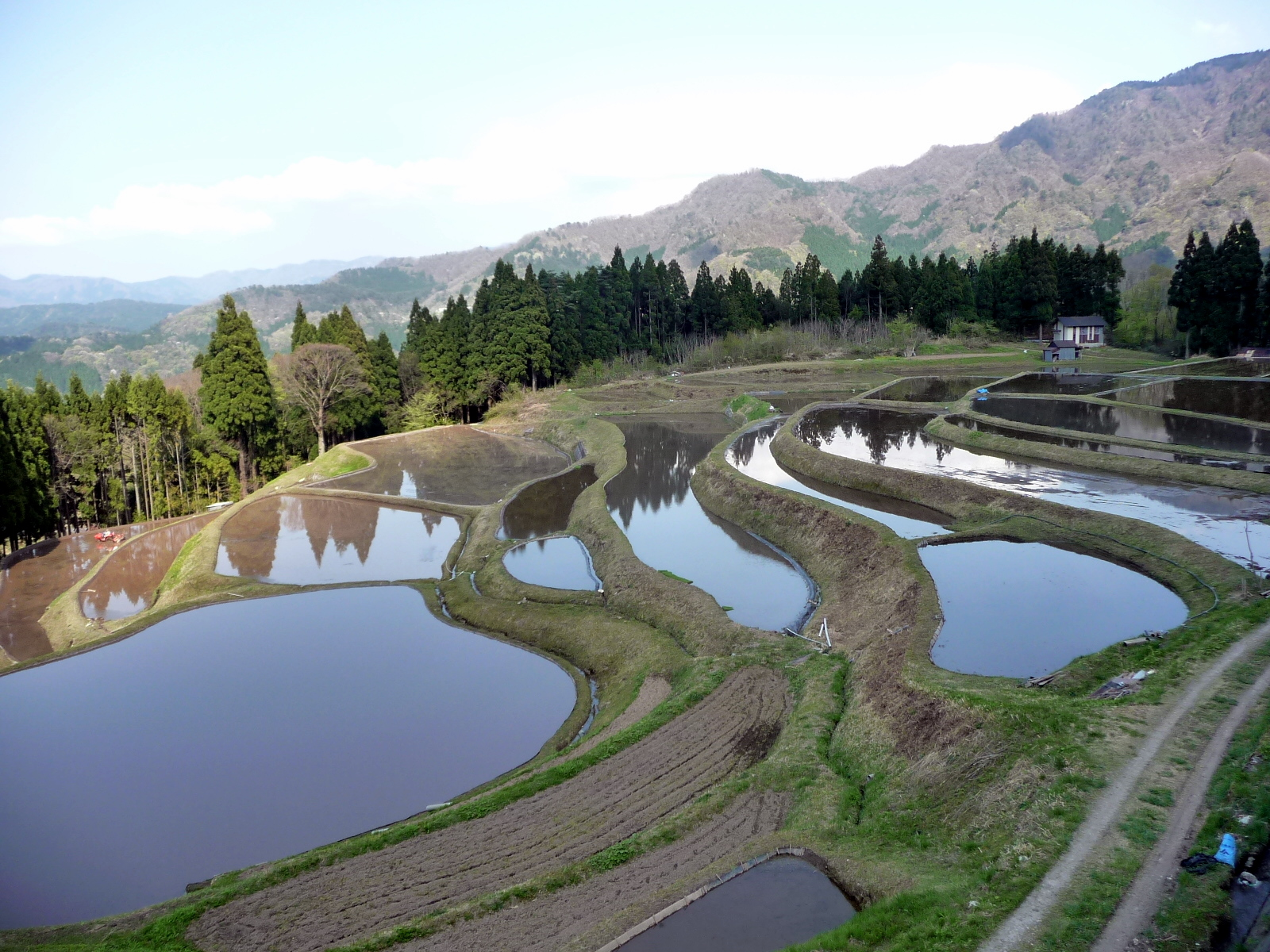
うへ山之梯田

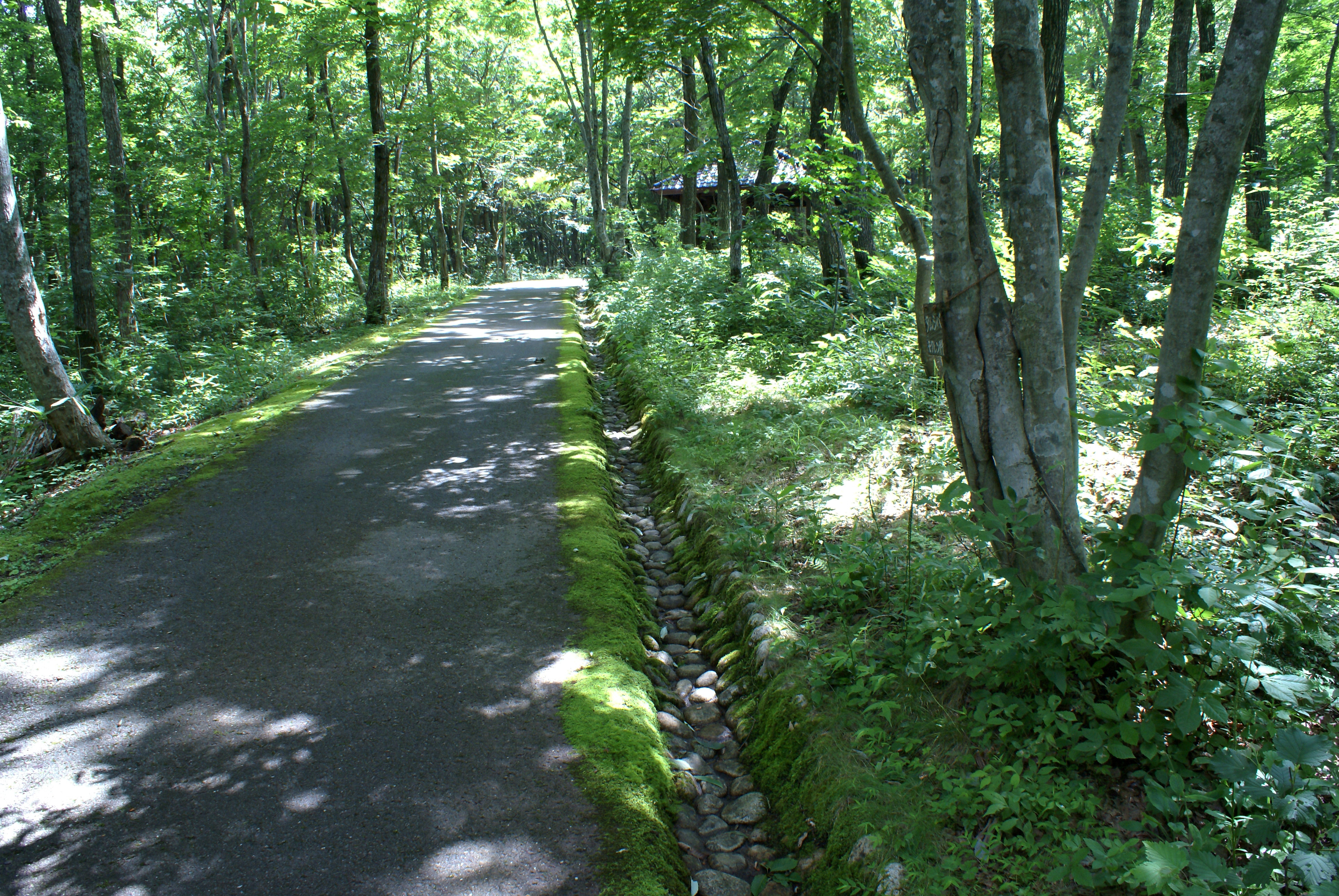
但馬高原植物園

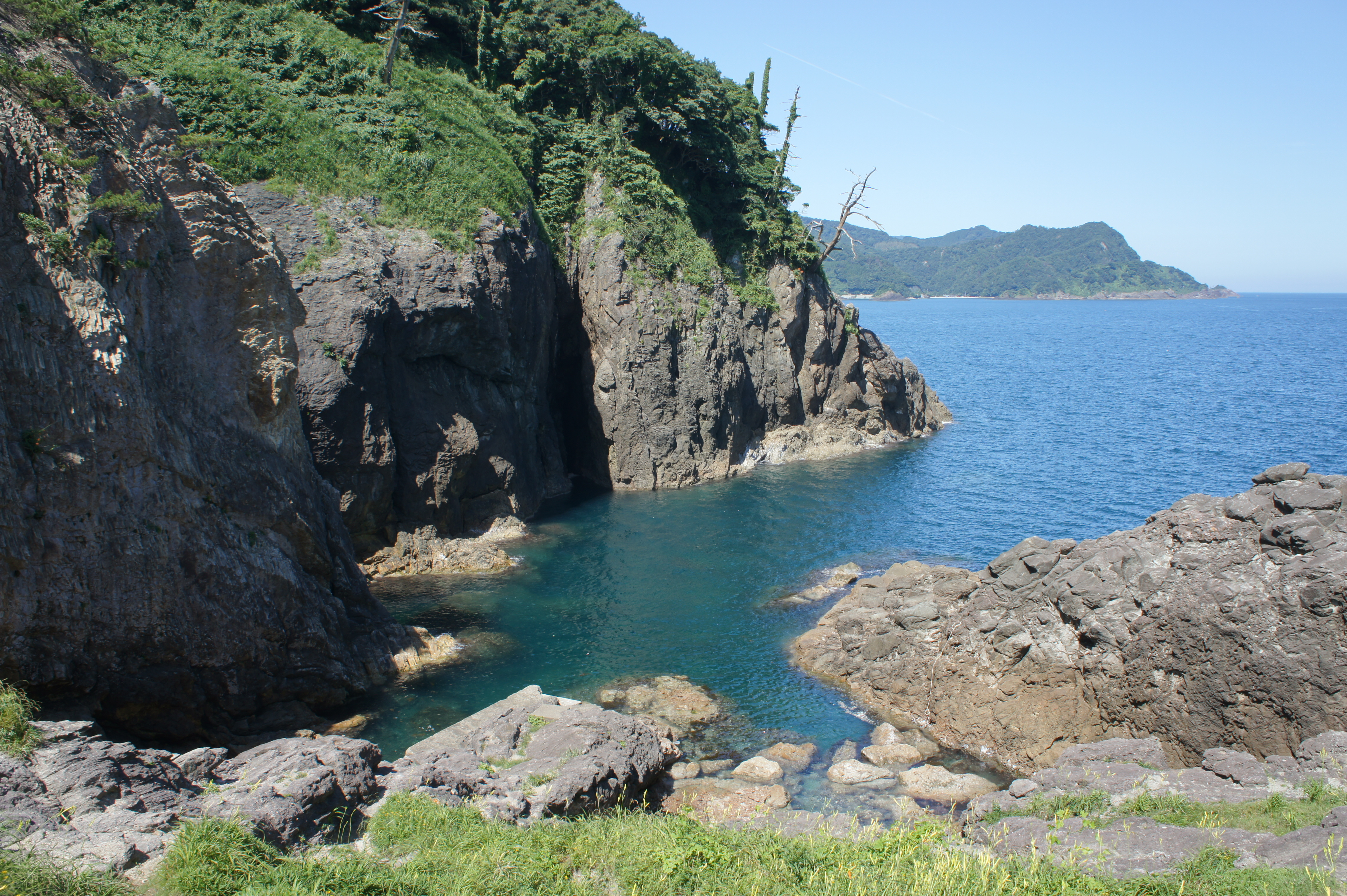
香住海岸

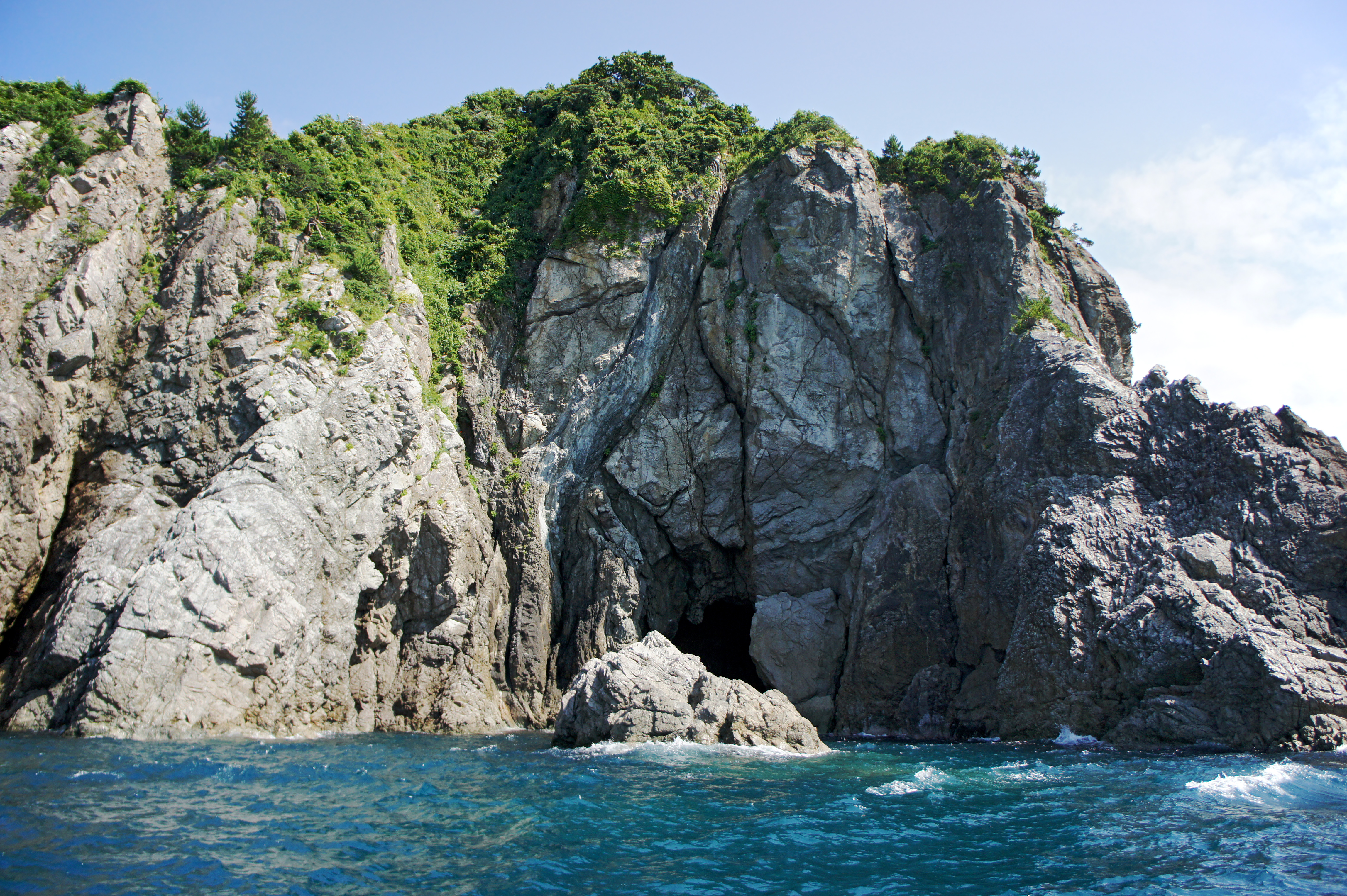
但馬御火浦

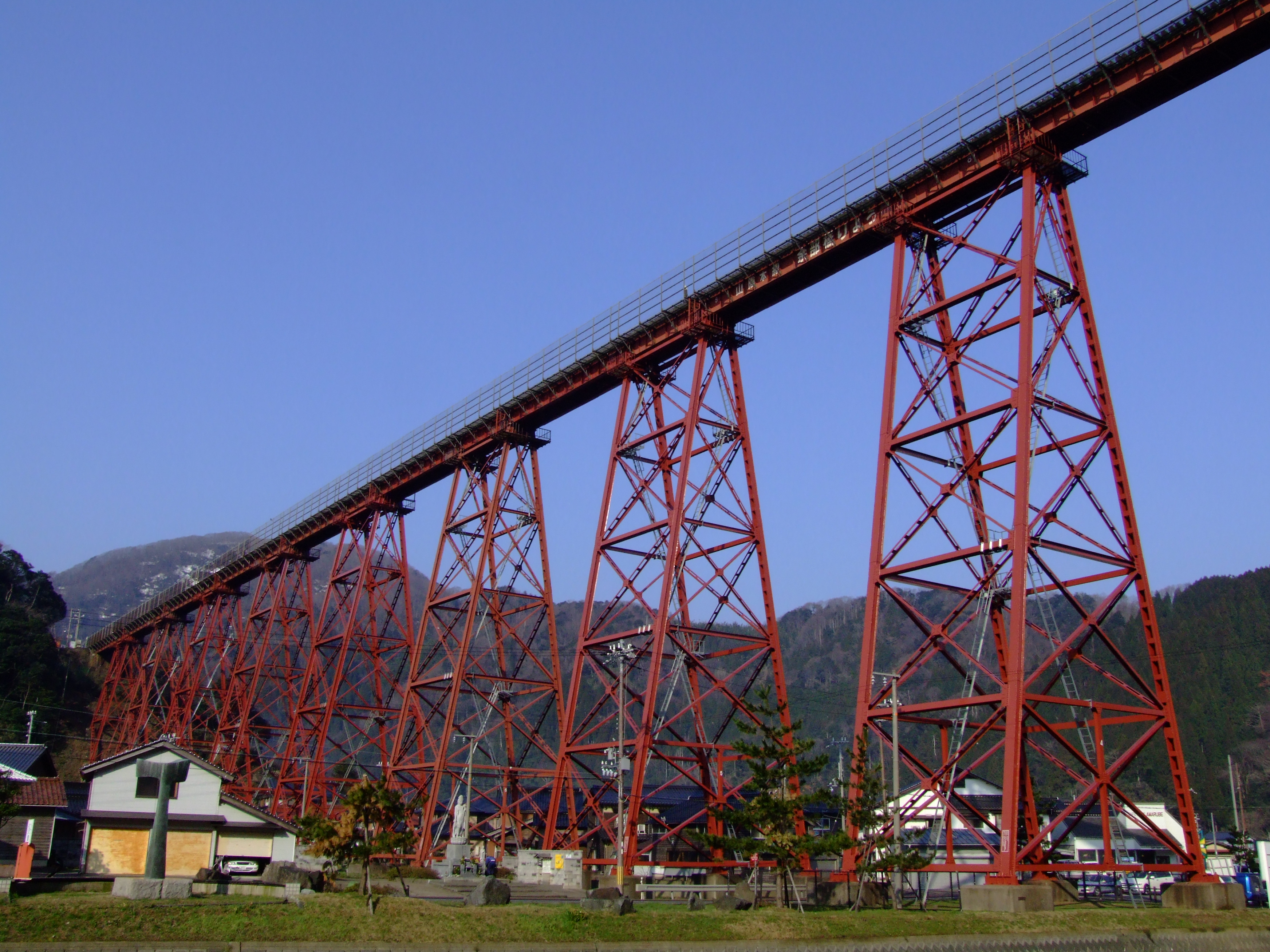
余部橋

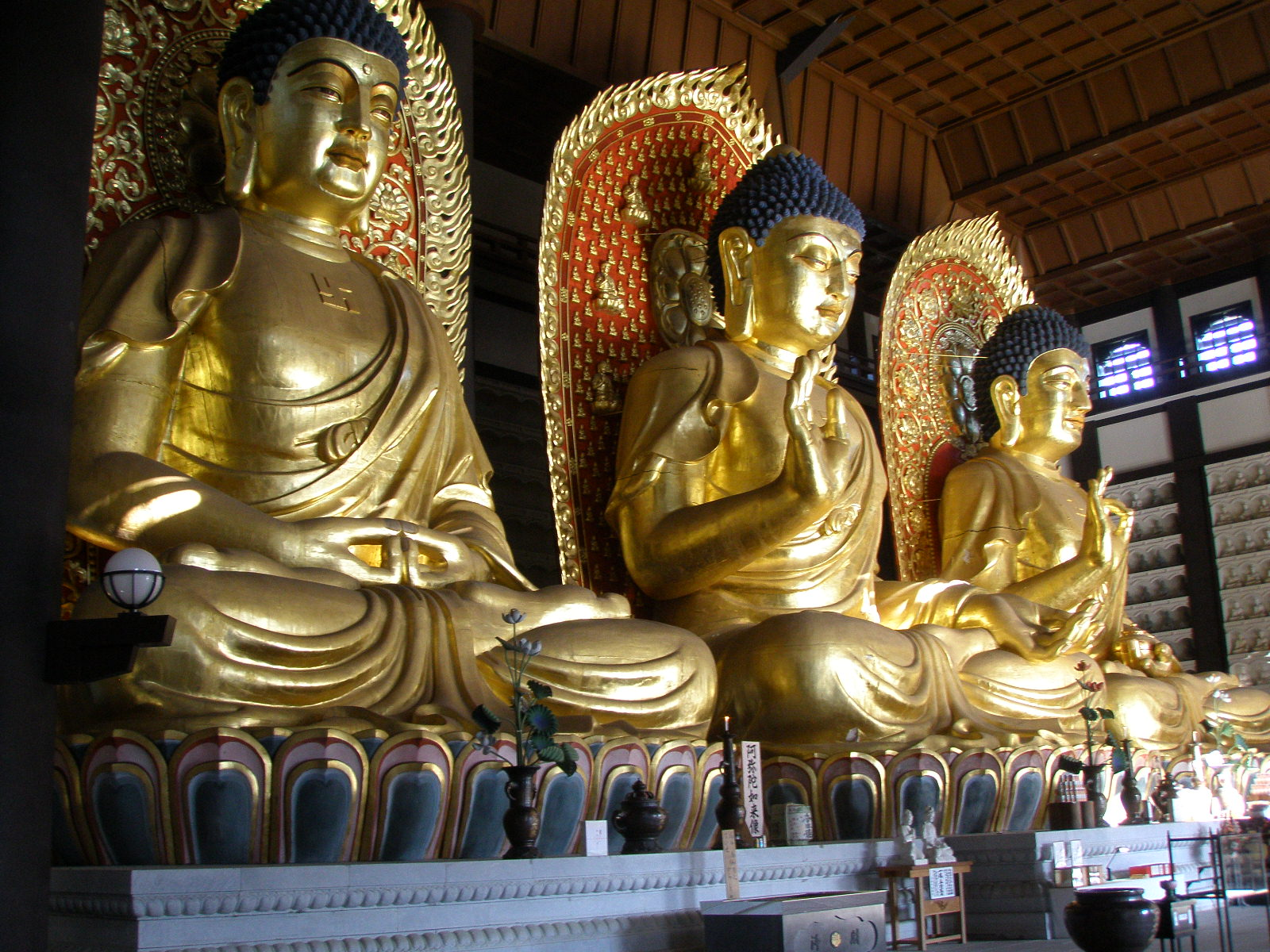
長楽寺

- 餘部橋
- 余部埼燈塔
- うへ山の棚田（日语：うへ山の棚田）：日本梯田百選
- 香美町立地質公園及海之文化館（日语：香美町立ジオパークと海の文化館）
- 大乘寺（日语：大乗寺 (香美町)）
- 長樂寺（日语：長楽寺 (香美町)）
- 兵庫縣立兔和野高原野外教育中心（日语：兵庫県立兎和野高原野外教育センター）
- 法雲寺（日语：法雲寺 (香美町)）
- 村岡陣屋（日语：村岡陣屋）遺跡

冰之山後山那岐山國定公園
- 小代溪谷（日语：小代渓谷）
- 久須部溪谷（日语：久須部渓谷）
  - 吉瀑布（日语：吉滝）
- 猿尾瀑布（日语：猿尾滝）：日本瀑布百選
- 瀞川溪谷（日语：瀞川渓谷）：日本秘境百選
- 瀞川平（日语：瀞川平）
  - 但馬高原植物園（日语：但馬高原植物園）
  - 兵庫縣立木之殿堂（日语：兵庫県立木の殿堂）

山陰海岸國立公園
- 香住海岸（日语：香住海岸）
  - 今子浦（日语：今子浦）
  - 大引鼻（日语：大引きの鼻）
  - 鎧之袖（日语：鎧の袖）
- 但馬御火浦（日语：但馬御火浦）
  - 釣鐘洞門（日语：釣鐘洞門）

## 教育

### 小學校
| - 香美町立香住小學校 - 香美町立柴山小學校 - 香美町立長井小學校 - 香美町立部小學校。 | - 香美町立村岡小學校 - 香美町立兔塚小學校 - 香美町立射添小學校 - 香美町立小代小學校 |

### 中學校
| - 香美町立香住第一中學校 - 香美町立村岡中學校 | - 香美町立小代中學校 |

### 高等學校
| - 兵庫縣立香住高等學校（普通科、漁業科、水産食品科、海洋科學科） | - 兵庫縣立村岡高等學校 |

## 姊妹、友好城市

### 國內
- 門真市（大阪府）
於1975年3月28日由原村岡町與其締結為姊妹都市，2005年7月30日合併後的香美町與其繼續締結為姊妹都市。
- 尼崎市（兵庫縣）
過去為原美方町與其締結友好交流都市。
- 吹田市（大阪府）
於2008年11月12日雙方締結友好協定。

## 本地出身之名人
- 福本清三：演員

## 外部連結
- （日語） 香美町香住觀光協會 （页面存档备份，存于）
- （日語） 香美町村岡觀光協會 （页面存档备份，存于）
- （日語） 香美町小代觀光協會 （页面存档备份，存于）